# 제주 에어레스트 시티
제주 에어레스트 시티(영어: Jeju Air Rest City)는 대한민국 제주특별자치도 서귀포시 예래동에 위치하고 있다.

## 완공 예정이었던 건물
- 예래 휴양형주거단지
- 버자야 제주 리조트 타워